# Liste der Bodendenkmale in Garstedt
In der Liste der Bodendenkmale in Garstedt sind alle Bodendenkmale der niedersächsischen Gemeinde Garstedt aufgelistet. Die Quelle ist der Denkmalatlas Niedersachsen. Der Stand der Liste ist der 7. Oktober 2024.

## Allgemein
In den Spalten finden sich folgende Informationen des Bodendenkmales :
- Lage        : geographische Koordinaten
- Bezeichnung : Bezeichnung lt. Denkmalatlas
- Beschreibung: Beschreibung lt. Denkmalatlas
- ID          : Objekt-ID
- Bild        : Bild, ggf. zusätzlich mit Link zu weiteren Fotos im Medienarchiv Wikimedia Commons.

## Garstedt
| Lage                        | Bezeichnung           | Beschreibung                                                                                       | ID       | Bild |
| --------------------------- | --------------------- | -------------------------------------------------------------------------------------------------- | -------- | ---- |
| 53° 17′ 17″ N, 10° 8′ 18″ O | Garstedt 4, Grabhügel | Flach gewölbt, alte Eingrabung S-Seite. Dm. 10 m, H. 0,60 m.                                       | 28961277 | BW   |
| 53° 17′ 16″ N, 10° 8′ 20″ O | Garstedt 5, Grabhügel | Mitte eingesunken (Kaninchen); rundum Ausbruchgraben noch deutlich erkennbar. Dm. 15 m, H. 0,80 m. | 28961276 | BW   |
| 53° 17′ 16″ N, 10° 8′ 26″ O | Garstedt 6, Grabhügel | Kräftig gewölbt, Dm. 15 m, H. 1,60 m.                                                              | 28961278 | BW   |